# Opuntia aurantiaca
Opuntia aurantiaca (tên gọi thông thường tiếng Anh tiger-pear, jointed cactus hay jointed prickly-pear) là một loài xương rồng bản địa Nam Mỹ. Loài này mọc tự nhiên ở Argentina, Paraguay và Uruguay và hiện được xem là một loài xâm lấn ở châu Phi và Úc.